# Anonymi carmen De laudibus Domini
L'anonimo Carmen de laudibus Domini, tràdito dal cod. Paris, BNF, lat. 7558, è un'opera di 148 esametri, considerata il primo esempio di poesia cristiana in lingua latina: alla luce dell'invocazione finale a Costantino, infatti, il poema è usualmente datato fra il 317 e il 324 d.C.
Nella prima parte, il carme tratta di un miracolo di resurrezione avvenuto fra il popolo degli Edui: una coppia di neocristiani fece voto che, l'uno dei due che avesse seguito il compagno nella morte, avrebbe avuto cura della sepoltura di questi. Alla morte della donna, il coniuge fece scavare nella roccia una grande tomba che alla sua morte li ospitasse entrambi, e fece avvolgere il corpo della moglie in bende, affinché si disfacesse uniformemente. Ma alla morte dell'uomo, quando i parenti aprirono la tomba per deporvi il corpo, videro il cadavere della moglie tendere la mano sinistra verso il compagno, invitans socium gestu viventis amoris (invitando il compagno con un gesto di vivo amore).
La seconda parte del carme, la più ampia, celebra la figura di Cristo, mentre, come detto, la terza conclude il poemetto con un'invocazione a Costantino.

## Edizioni
- Aniello Salzano - Laudes Domini, Introduzione, testo e traduzione Napoli 2001